# 이행강제금
이행강제금(履行强制金)이란 비대체적 작위의무 또는 부작위의무나 수인의무의 불이행시에 일정액수의 금전이 부과될 것임을 의무자에게 미리 통지함으로써 심리적 압박을 주어 행정상 의무이행의 확보를 도모하는 간접적 강제수단을 말한다.

## 조문
건축법 제80조 (이행강제금) ① 허가권자는 제79조제1항에 따라 시정명령을 받은 후 시정기간 내에 시정명령을 이행하지 아니한 건축주등에 대하여는 그 시정명령의 이행에 필요한 상당한 이행기한을 정하여 그 기한까지 시정명령을 이행하지 아니하면 다음 각 호의 이행강제금을 부과한다. 다만, 연면적(공동주택의 경우에는 세대 면적을 기준으로 한다)이 60제곱미터 이하인 주거용 건축물과 제2호 중 주거용 건축물로서 대통령령으로 정하는 경우에는 다음 각 호의 어느 하나에 해당하는 금액의 2분의 1의 범위에서 해당 지방자치단체의 조례로 정하는 금액을 부과한다. 
1. 건축물이 제55조와 제56조에 따른 건폐율이나 용적률을 초과하여 건축된 경우 또는 허가를 받지 아니하거나 신고를 하지 아니하고 건축된 경우에는 「지방세법」에 따라 해당 건축물에 적용되는 1
제곱미터의 시가표준액의 100분의 50에 해당하는 금액에 위반면적을 곱한 금액 이하의 범위에서 위반 내용에 따라 대통령령으로 정하는 비율을 곱한 금액
2. 건축물이 제1호 외의 위반 건축물에 해당하는 경우에는 「지방세법」에 따라 그 건축물에 적용되는 시가표준액에 해당하는 금액의 100분의 10의 범위에서 위반내용에 따라 대통령령으로 정하는 금액
② 허가권자는 영리목적을 위한 위반이나 상습적 위반 등 대통령령으로 정하는 경우에 제1항에 따른 금액을 100분의 100의 범위에서 해당 지방자치단체의 조례로 정하는 바에 따라 가중하여야 한다.

행정기본법 제31조(이행강제금의 부과) ⑤ 행정청은 의무자가 행정상 의무를 이행할 때까지 이행강제금을 반복하여 부과할 수 있다. 다만, 의무자가 의무를 이행하면 새로운 이행강제금의 부과를 즉시 중지하되, 이미 부과한 이행강제금은 징수하여야 한다.

## 판례
- 무허가건축행위에 대한 형사처벌과 시정명령 위반에 대한 이행강제금 부과는 그 처벌 내지 제재 대상이 되는 기본적 사실관계로서의 행위를 달리하며, 또한 그 보호법익과 목적에서도 차이가 있으므로 이중처벌에 해당한다고 할 수 없다.[1]
- 건축법 제79조 제1항 및 제80조 제1항에 의하면, 허가권자는 먼저 건축주 등에 대하여 상당한 기간을 정하여 시정명령을 하고, 건축주 등이 그 시정기간 내에 시정명령을 이행하지 아니하면, 다시 그 시정명령의 이행에 필요한 상당한 이행기한을 정하여 그 기한까지 시정명령을 이행할 수 있는 기회를 준 후가 아니면 이행강제금을 부과할 수 없다[2]
- 건축법 위반 건축물에 대해 건축주 명의를 갖는 자가 실제 건축주가 아니라고 하더라도, 그 자가 원칙적으로 건축법 제79조 제1항에 의한 시정명령의 상대방이 되는 건축주에 해당한다[3].
- 이행강제금은 현재의 의무위반에 대한 제재라는 점에서 행정벌과 구별되는 집행벌에 속한다[4]
- 무허가 건축행위에 대한 형사처벌과 시정명령 위반에 대한 이행강제금의 부과는 이중처벌에 해당한다고 볼 수 없다[5]
- 이행강제금과 대집행이 선택적으로 규정된 건축법조항이 헌법상 과잉금지의 원칙에 반하지 않는다[6]
- 집행벌의 부과대상은 일반적으로 비대체적 작위의무이지만 부작위의무나 대체적 작위의무도 포함될 수 있다[7]
- 이행강제금 납부의 최초 독촉은 징수처분으로서 항고소송의 대상이 되는 행정처분이다[8]

## 같이 보기
- 대집행
- 직접강제
- 행정상의 강제징수
- 행정상 즉시강제